# 리버스 트라이아이오도티로닌
리버스 트라이아이오도티로닌(영어: reverse triiodothyronine)은 트라이아이오도티로닌(3,5,3'-트라이아이오도티로닌, T3)의 이성질체이다. 리버스 트라이아이오도티로닌은 3,3’,5’-트라이아이오도티로닌, 리버스 T3,  rT3라고도 한다.
리버스 트라이아이오도티로닌은 갑상샘에서 혈류로 방출되는 세 번째로 흔한 아이오도티로닌이며, 혈류로 방출되는 전체 아이오도티로닌 중 90%가 테트라아이오도티로닌(레보티록신, T4)이며, 9%가 트라이아이오도티로닌(T3)이며, 0.9%가 리버스 트라이아이오도티로닌(rT3)이다. 그러나 효소가 테트라아이오도티로닌(T4)에서 특정 아이오딘 원자를 제거하기 때문에 사람의 혈액에서 리버스 트라이아이오도티로닌(rT3)의 95%가 신체의 다른 곳에서 만들어진다.
갑상샘에 의한 호르몬 생성은 시상하부와 뇌하수체에 의해 조절된다. 갑상샘 호르몬의 생리 활성은 프로호르몬 T4를 활성화, 비활성화 또는 단순히 폐기하거나 차례로 T3 및 rT3를 기능적으로 변형시키는 효소 시스템에 의해 조절된다. 이들 효소는 신경전달물질, 호르몬, 대사 과정의 표지자 및 면역 신호를 포함한 복잡한 시스템에서 기능을 한다.
정상갑상샘 질환 증후군과 같은 상태에서 리버스 트라이아이오도티로닌(rT3) 수치는 생산은 동일하게 유지되면서 제거율은 감소하기 때문에 증가한다. 감소된 제거율은 말초 조직에서 티록신 5-디아이오디네이스의 활성이 낮아지거나 간에서 리버스 트라이아이오도티로닌(rT3)의 흡수가 감소된 것일 수 있다. 또한, 리버스 트라이아이오도티로닌의 농도 증가는 심각한 질병, 기아 및 태아 상태에서 상향조절된 티록신 5-디아이오디네이스의 활성으로 인한 것일 수 있다.

## 반응
|  |

## 같이 보기
- 3,5-다이아이오도티로닌